# Konzulat Republike Slovenije v Potsdamu
Konzulat Republike Slovenije v Potsdamu je diplomatsko-konzularno predstavništvo (konzulat) Republike Slovenije s sedežem v Potsdamu (Nemčija); spada pod okrilje Veleposlaništvu Republike Slovenije v Nemčiji.
Trenutni častni konzul je Eckehart Behncke.